# Терпоне (Асти)
Терпоне је насеље у Италији у округу Асти, региону Пијемонт.
Према процени из 2011. у насељу је живело 48 становника. Насеље се налази на надморској висини од 182 м.